# Tambin
Tambin is een bestuurslaag in het regentschap Bangkalan van de provincie Oost-Java, Indonesië. Tambin telt 2063 inwoners (volkstelling 2010).